# Konrád Waldhauser
Konrád Waldhauser (mezi 1320-1326 Waldhausen im Strudengau{\displaystyle ^{?}}, Horní Rakousy – 8. prosinec 1369, Praha) byl řeholní kanovník augustiniánského řádu, reformní kazatel a spisovatel. Kazatelsky působil převším ve Vídni a v Praze. Je považován za předchůdce české reformace. 

## Život

#### Augustinián kanovník ve Waldhausenu
Přízvisko Waldhauser se vztahuje k hornorakouské obci Waldhausen im Strudengau, ležící 13 kilometrů severně od města Grein. Dějiny obce jsou svázány s dějinami dnes již zaniklého kláštera augustiniánů kanovníků „Silvia Domus“, založeném roku 1147 Ottou z Machlandu (1100-1149) a jeho manželkou Juttou z Peilsteinu († 1151). Konrád Waldhauser se s největší pravděpodobností narodil v okolí či přímo ve Waldhausenu, o čemž svědčí jeho vlastní pojmenování „Ego Conradus in Valdhausen“. Přesné datum narození, rodinný původ, datum vstupu do kláštera augustiniánů kanovníků ve Waldhausenu a místa, kde získal vzdělání, nejsou známy. Historikové předpokládají, že přišel na svět mezi lety 1320 až 1326 a v dětském věku byl waldhausenskými augustiniány kanovníky přijat na vychování. Klášterní chovanci v počtu dvou až šesti hochů byli ve Waldhausenu vyučováni v latině a hudbě. V dalším studiu pokračovali na partikulární škole v Českém Krumlově. Vzhledem k názorům a obsahu pozdější kazatelské a spisovatelské činnosti Konráda Waldhausera se předpokládá, že teologii studoval v Bologni nebo v Pavii, tehdejších centrech reformního hnutí augustiniánů kanovníků. Kněžskou ordinaci přijal patrně v Pasově, kam Waldhausen diecézně spadal. Roku 1364 píše, že „úřad kazatelský zastává od samotného počátku svého kněžství, a to po celých již patnáct let“. Ordinace tudíž proběhla zřejmě roku 1349. 

#### Počátek kazatelské činnosti
Roku 1350 putoval Konrád Waldhauser u příležitosti Milostivého léta do Říma. Po návratu do vlasti pokračoval v kazatelské činnosti, od jara 1351 ve Vídni. Kázal proti intelektuálnímu a morálnímu úpadku kněží, proti zesvětštělému způsobu života řeholníků, ostře vystupoval proti korupci, nepotismu a simonii. Poselstvím jeho kázání bylo přesvědčení, že příkladný život kléru je důležitější než jimi proklamovaná dogmata a reforma církve musí začít zdola u každého jednotlivce. Mezi jeho posluchače a příznivce patřili již záhy příslušníci v Rakousku vládnoucí habsburské dynastie v čele s vévodou Albrechtem II. Moudrým. Albrecht II. pravděpodobně na charismatického kazatele upozornil českého a římsko-německého krále Karla IV., který se v březnu roku 1353 na jeho dvoře účastnil kongresu středoevropských panovníků. Krom kazatelství působil Konrád Waldhauser ve Vídni na zeměpanské latinské škole při chrámu sv. Štěpána a bližší vztahy udržoval i s Vídeňskou univerzitou založenou roku 1365 Albrechtovým synem vévodou Rudolfem IV. Zakladatelem.

#### Příchod do Prahy
V Praze se poprvé objevil roku 1363, neví se, proč přijel, nezdržel se ani měsíc, přesto na Pražany udělal velmi dobrý dojem. Právě proto mu ještě téhož roku Karel IV. nabídl faru Všech svatých v Litoměřicích, Waldhauser místo přijal, v Litoměřicích však nebyl příliš úspěšný, proto se přesunul do Prahy.
V Praze začal kázat 29. září 1363 v kostele u svatého Havla. Jeho kázání byla velmi populární (chodili na ně i židé), kázal proti lakotě a pýše Pražanů. Brzy začal kázat i proti simonii, čímž proti sobě popudil žebravé řády. Na jeho adventní kázání si stěžoval generál dominikánského řádu a Waldhauserovi bylo zakázáno opustit Prahu. To vedlo ke zostření jeho kázání, které rozdělilo Prahu na dva tábory. Spor se dostal až k papeži a byl vyřešen ve prospěch Waldhausera. Pravděpodobně tento spor donutil jeho velkého obdivovatele a žáka Milíče z Kroměříže rezignovat na své funkce a stát se také potulným kazatelem.
Roku 1366 byl opět v Praze a hned vypukl nový spor s karmelitány o visio dei (Boží poznání), neví se, v čem tento spor spočíval ani jak dpadl, jisté je, že měl ohlas za hranicemi. V listopadu 1368 se jako císařský kaplan vydal do Říma za císařem Karlem IV. Zde se, zásluhou Karla IV., vyřešil spor mezi pražskými faráři a mendikanty (žebravé řády) o placení pohřebného. Poté měl spor s dominikány, na jeho vyřešení však nečekal (v Římě nechal svého pomocníka Mikuláše z Jemnic) a vrátil se v červenci 1369 s Karlem IV. do Prahy.
Pochován je na hřbitově u fary Matky Boží před Týnem (Staré Město pražské), kterou od roku 1365 spravoval.

## Dílo
- Postilla studentium universitatis Pragensis – latinsky, velmi rozšířená po celé střední Evropě. Známe ji v několika opisech, které byly písaři různě upravovány.
- Postilla accurtata (někdy také Postilla accurata)
- Prothemata magistri Conradi de Baltusa (de Ualtusa)
- libellus responsionis – obrana proti žalobě dominikánů. 1364
- Apologia – obrana proti žalobě dominikánů, známa ve dvou verzích – jedna pro veřejnost a druhá oficiální 1364. Dílo je též známo jako Accusationes mendicantium

Dále se zachovala část jeho korespondence a některá menší díla.